# فرقة العفة
فرقة العفة
في إسرائيل، وهو mishmeret tzniyut (بالعبرية: التواضع، كما دورية التواضع، تشكيلات التواضع، تشكيلات العفة) هو الاسم الذي يطلق على عصابات vigilante التي تعمل على تطبيق قواعد الاحتشام بين الجمهور يهودية حريدية عن طريق العنف والترهيب. ويقال إن هذه المجموعات تعمل في عدة مجتمعات محلية من الهاريديين في إسرائيل. اعتقلت الشرطة الإسرائيلية أعضاء مزعومين في دوريات الاحتشام، وحُكم على شخص واحد على الأقل بالسجن بتهمة الاعتداء.[1][2][3]
داخل جمهور الحريديم، تم الإبلاغ عن دعم ومراقبة دوريات الحشمة. ووفقاً لصحيفة هاآرتس، فإن بعض الحوادث العنيفة المنسوبة إلى دوريات الحشود قد تكون مرتبطة بلجنة الحفاظ على طهارة معسكرنا، وهي منظمة حريدية في القدس برئاسة الحاخام يتسحاق مئير شبرنوفيتز. وقد ذكر شبرنوفيتز نفسه أن دوريات الحشمة هي أسطورة صحفية وغير موجودة. خلال محاكمة نيخيميا ويبرمان في نيويورك، بتهمة إساءة معاملة الأطفال، ذكرت مصادر إعلامية عن الدور المجتمعي الذي تلعبه «لجان التواضع» في مجتمعات مثل وليامزبرغ وبورو بارك وكرياس جويل.
وقيل إن هذه المجموعات قد نشأت منذ سنوات، وأُنشئت لحماية «طهارة» المجتمع المحلي من خلال فرض قوانين صارمة على السلوكيات والسلوكيات التي تميز نمط حياة حركة الحاسيديم المعزوله. ولكن وفقا للأسبوع اليهودي، يقول المطلعون، إن تكتيكات هذه الدوريات ذاتية التواضع التي تم تحديدها بشكل ذاتي تطورت من التشهير العام إلى الابتزاز والتهديدات.